# Ulica Henryka Sienkiewicza we Wrocławiu

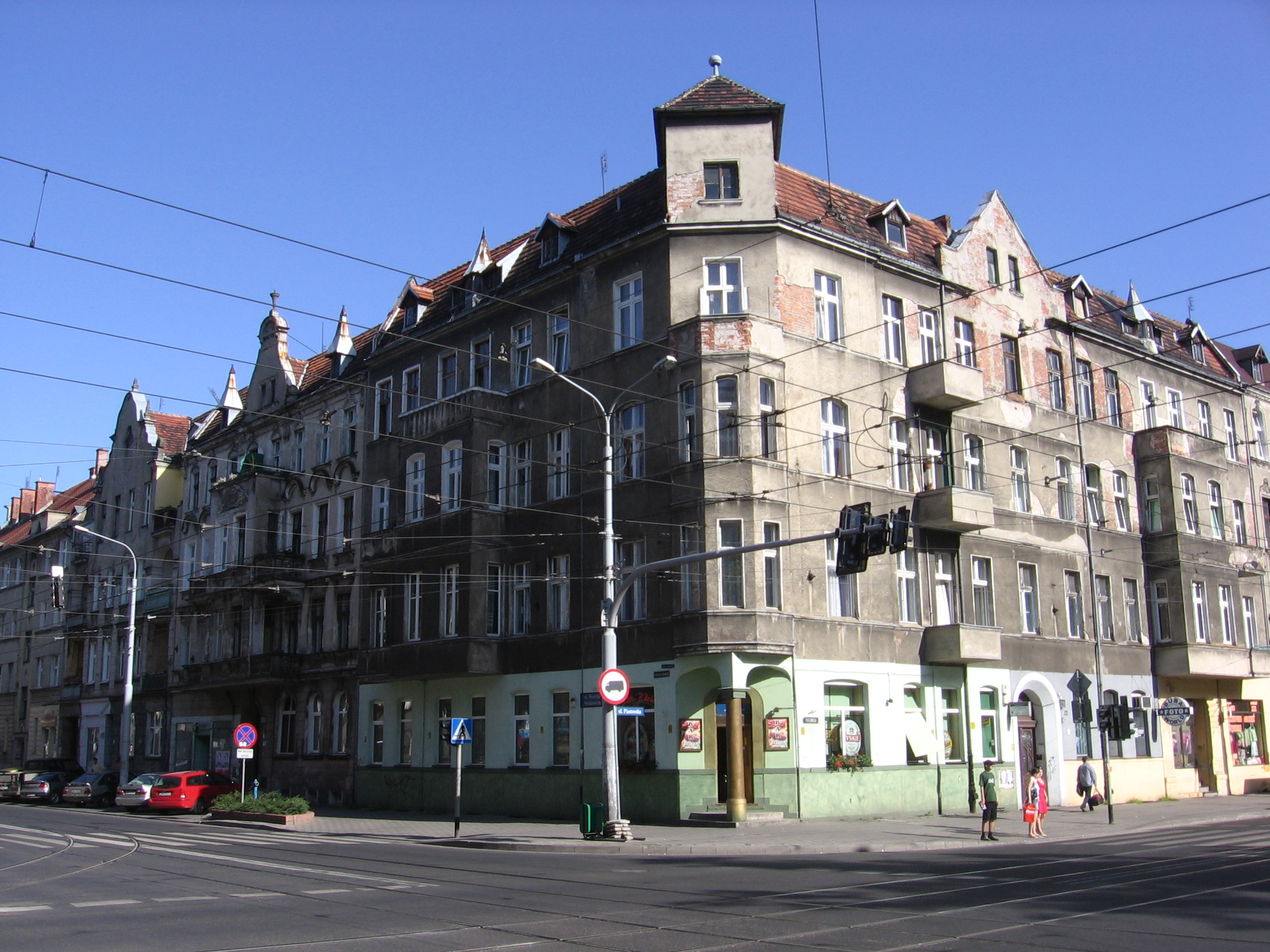
Kamienica ze złotą kolumną

Ulica Henryka Sienkiewicza – równoleżnikowo przebiegająca ulica długości ok. 1,8 km, na północ od placu Grunwaldzkiego.
Pierwszy jej odcinek wytyczony został w drugiej połowie XVIII wieku (1769-1796) jako niewielka uliczka (zaułek) w ramach miejskich fortyfikacji, w związku z budową dzieła koronowego przy wrocławskiej katedrze, zwanego Bastionem Gwiazdy (niem. Stern Basion, położony był w miejscu, gdzie dziś znajduje się Muzeum Przyrodnicze, przy skrzyżowaniu dzisiejszych ulic Świętokrzyskiej i Sienkiewicza i przy Ogrodzie Botanicznym); zaułek ten nazwany został – od nazwy bastionu – Sterngasse i początkowo przebiegał w przybliżeniu między dzisiejszym placem Bema a ulicą Świętokrzyską. Likwidacja w 1808 systemu miejskich fortyfikacji pozwoliła na przedłużenie zaułka do prostopadłej wobec niego Adalbertstraße (wówczas łącznika obok nieistniejącego cmentarza św. Wojciecha, obecnie jest to fragment ul. Wyszyńskiego). Dalszy rozwój miasta wymusił potrzebę wydłużenia ulicy do skrzyżowania z An Brigittenthal (ul. Górnickiego), co nastąpiło w 1874; wówczas też "zaułek Gwiazdy" (Sterngasse) zyskał rangę ulicy i przemianowany został na Sternstraße. W 1890 ulicę przedłużono o kolejne 0,4 km (od Górnickiego do Piastowskiej) i wytyczono plan doprowadzenia jej do zbiegu z ulicą Grunwaldzką przed mostem Szczytnickim, co nastąpiło na początku XX wieku.
Podczas oblężenia Festung Breslau w 1945 znaczna część budynków wzdłuż ulicy legła w gruzach. Zniszczoną zabudowę po wojnie częściowo zastąpiono budownictwem wielkopłytowym, jak np. budynek pod numerem 131 czy też zespół budynków mieszkalno-usługowych przy ulicy Grónickiego i szkoła przy ulicy Górnickiego; w latach 60. XX wieku sześćsetmetrowy zachodni odcinek ulicy między pl. Bema a ul. Wyszyńskiego przebudowano, wydzielając pomiędzy jezdniami dwutorowe torowisko tramwajowe. Także w latach późniejszych ulica kilkakrotnie była jeszcze przebudowywana (m.in. w 2005 jej skrzyżowanie z Wyszyńskiego, w 2006 – odcinek między skrzyżowaniem z Nowowiejską a Bujwida), ale jej charakter już nie zmienił się.
W 1776 roku, na polecenie Fryderyka II Wielkiego, Carl Gotthard Langhans zaprojektował i wybudował w okolicy skrzyżowania dzisiejszych ulic Sienkiewicza i Świętokrzyskiej „bramę Fryderyka”. Budowla ta po 1820 służyła jako schronienie dla biednych, aż w 1858 zdecydowano się ją rozebrać. W drugiej połowie XIX wieku powstała Wrocławska Spółdzielnia Konsumencka, która stała się zalążkiem funkcjonującej do niedawna przy skrzyżowaniu Sienkiewicza ze Świętokrzyską (naprzeciw Muzeum Przyrodniczego i Ogrodu Botanicznego) piekarni „Mamut”, przez wiele lat największej w Europie wytwórni pieczywa i makaronu. Obok piekarni funkcjonował w drugiej połowie XIX wieku Instytut Głuchoniemych, a jeszcze nieco dalej na wschód – założony dzięki zapisowi testamentowemu hr. von Sedlnitzky’ego w 1872 – Ewangelicki Konwikt Teologiczny „Johanneum”. Najstarszy zachowany budynek przy ulicy Sienkiewicza to narożna kamienica na posesji nr 55 (południowo-zachodni narożnik skrzyżowania z ul. Górnickiego) i pochodzi z roku 1890. Budynek przy skrzyżowaniu Piastowskiej 37 i Sienkiewicza 91 (południowo-wschodni narożnik) nazywany był na początku XX wieku „Złotą Kolumną” z racji kolumny podpierającej narożnik budynku przy wejściu. W budynku tym znajduje się do dziś restauracja; według relacji Wolfganga Schwarza bywał w niej niemiecki pisarz Paul Keller; po wojnie bliskość wybudowanych przy placu Grunwaldzkim i przy ul. Górnickiego domów akademickich Politechniki, Uniwersytetu i Akademii Rolniczej spowodowała, że była to restauracja szczególnie często odwiedzana przez studentów tych uczelni. Podczas ostatniego remontu ulicy, we wrześniu 2005, na trójkątnym placyku u zbiegu z ulicą Nowowiejską ustawiona została statua maryjna z brązu, przeniesiona z tymczasowego miejsca przechowywania w pobliskim kościele św. Wawrzyńca przy ul. Bujwida.

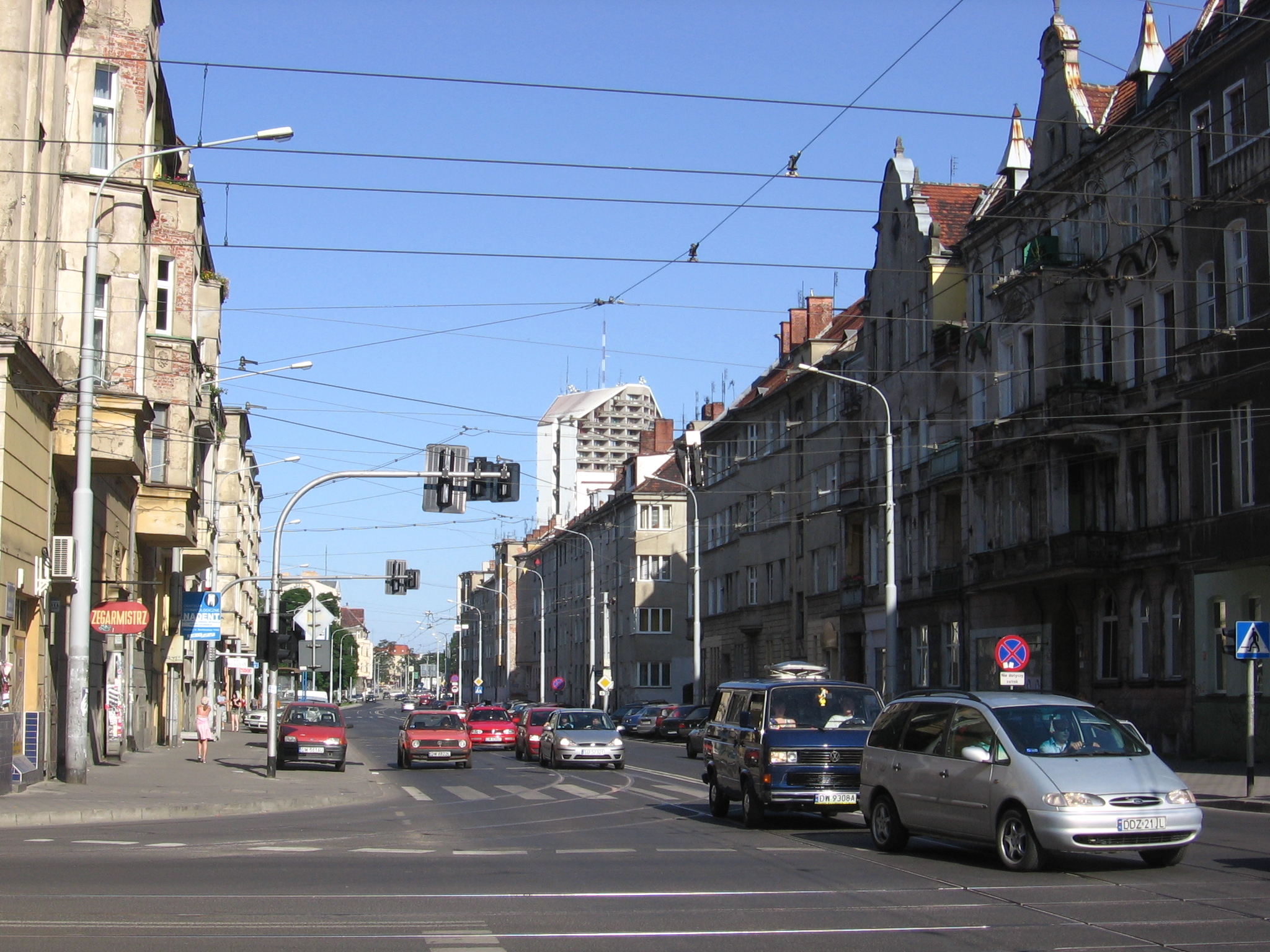
Widok ze skrzyżowania Sienkiewicza z Piastowską na wschód
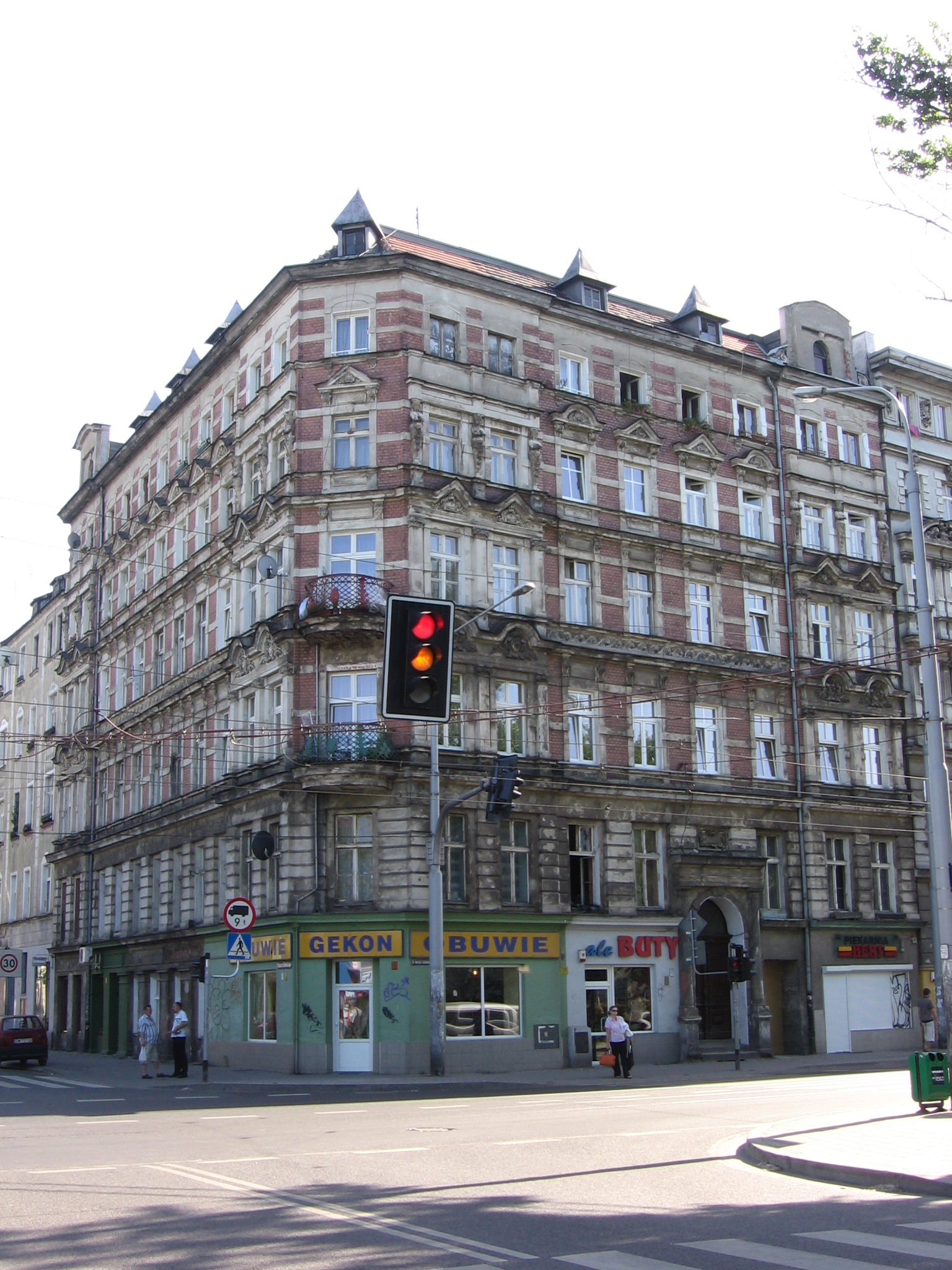
Kamienica przy Sienkiewicza 55, najstarsza przy tej ulicy
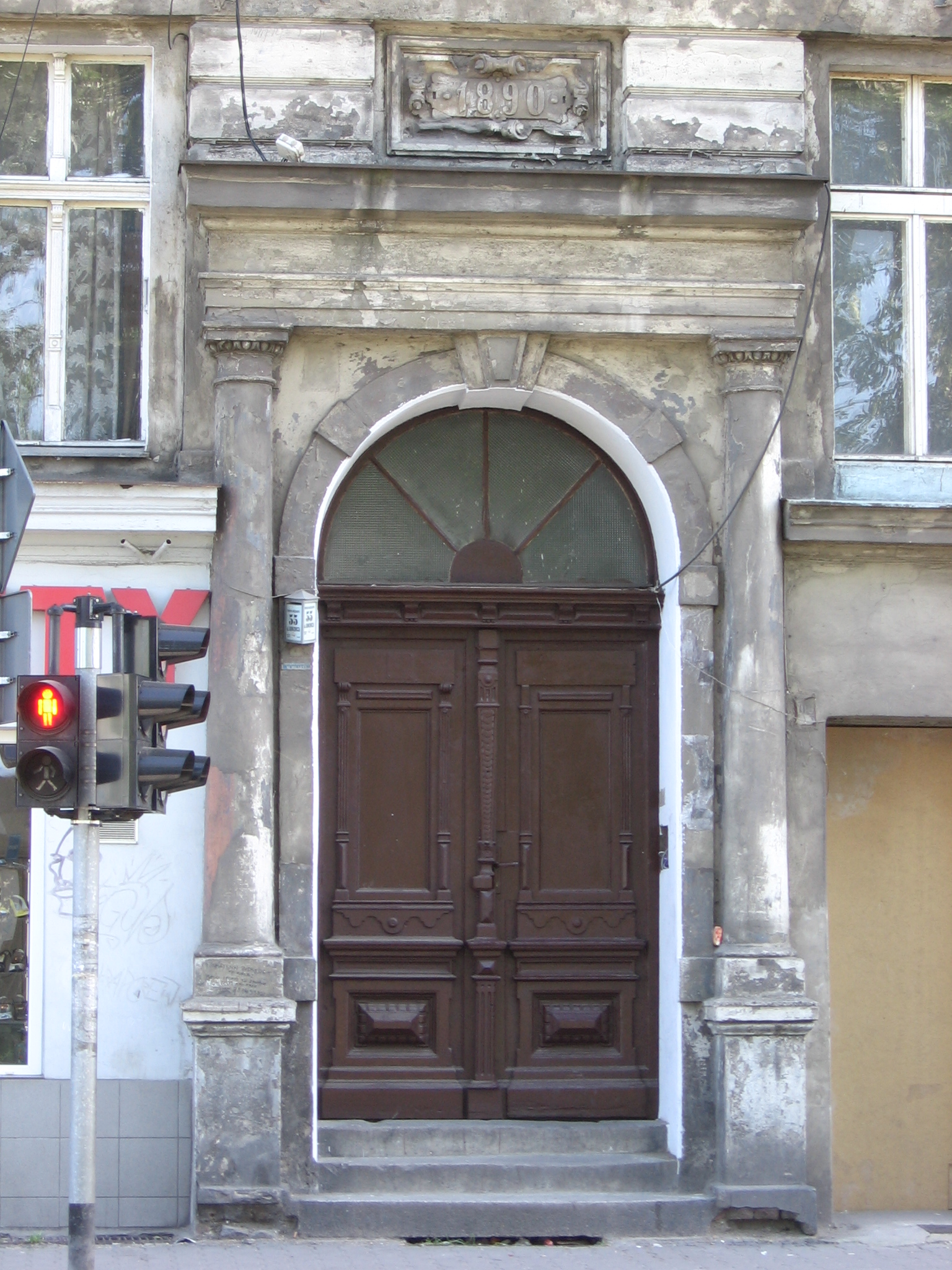
Wejście do kamienicy Sienkiewicza 55